# Heribert Barrera
Heribert Barrera i Costa (Barcelona, 6 de julho de 1917 — Barcelona, 27 de agosto de 2011) foi um cientista e político catalão.
Foi deputado no Parlamento da Catalunha, sendo Presidente do Parlamento de 1980 a 1984. Quando a Guerra Civil Espanhola acabou, em 1939, exilou-se na França, onde permaneceu até 1952. Em 2000, recebeu a Medalha de Honra do Parlamento da Catalunha. 
1. 1 2  «Biografia Martí Barrera i Maresma · memoriaesquerra.cat». memoriaesquerra.cat. Consultado em 22 de janeiro de 2024